# Geregye nemzetség
A Geregye (Geregen) nemzetség ősi, Árpád-kori nemzetségeink egyike. Ősi birtokai Vas, Kraszna és Szolnok vármegyében voltak.

## Története
A nemzetség nevét Vas vármegyében, a Sorok-patak mellett fekvő Geregye község neve őrizte meg.
Itt Vas vármegye déli részén, Egervár mellett, voltak ősi birtokai, később Kraszna és Szolnok vármegyékben szerzett még birtokokat.
A Geregye nemzetségből származó Egerváriak, Vas és a szomszédos Zala vármegyében is birtokosok voltak. Az Egervári család felemelkedése Mihály nevéhez köthető, aki Zsigmond király familiárisa volt. Az ő leszármazottai közül László katonai érdemei révén Mátyás királyt szolgálva jutott be a nagybirtokosok közé: 1475 és 1478 között Zala vármegye főispáni tisztét is viselte. Mátyás király halála után, a Jagellók idejében tárnokmester volt. Mihály unokaöccse, Bereck pedig egyházi pályán vitte tovább a család hírnevét: a szomszédos Horvátországban volt Knin püspöke.
A Geregye nemzetségnek két ága ismert:
- Pál országbíró ága
- Egervári ág

## Pál országbíró ága
Pál országbíró ága már a 13. században elhagyta a nemzetség ősi Vas vármegyei fészkét, magasra emelkedett, azután hamarosan elbukott és megsemmisült.
Ennek az ágnak első ismert őse Pál országbíró apja I. Écs (Echy) erdélyi vajda volt, akinek a Berettyó bal partján fekvő Micske (Mikcse), Poklostelek, Láz, Sánc (ma Micske melletti puszta) és Dénes (ma már nem létező helység) voltak birtokai. Ez az Écs valószínűleg azonos Ecce comes-szel, aki 1215-ben kolozsi ispán volt.
- Geregye nembeli Écs (Ecce comes) erdélyi vajda (1200), kolozsi ispán (1215 körül) Birtokai a Berettyó bal partján fekvő Micske (Mikcse), Poklostelek (Vámos), Sáncz: mely ma Micske mellett fekvő puszta, valamint Láz és az ismeretlen helyen fekvő Dénes nevű települések voltak. Fia Pál országbíró volt.
- Geregye nembeli Pál (országbíró) országbíró, királyi udvarbíró (a forrásokban 1224–1264-ig fordul elő), Écs ispán fia
- Geregye nembeli Miklós országbíró, erdélyi vajda (a forrásokban 1257–1278-ig fordul elő), Pál országbíró fia
- Geregye nembeli István pozsonyi ispán (a forrásokban 1257–1278-ig fordul elő), Pál országbíró fia
- Geregye nembeli Geregye, Pál országbíró fia
- Fischos (a forrásokban 1277–84 szerepel), Pál országbíró fia
- Geregye nembeli Ágnes (Annus) (†1266), Pál országbíró lánya. Előbb Nagymihályi Turulhoz ment feleségül, majd annak halála után 1258-ban a margitszigeti apácák közé lépett.
- Geregye nembeli Barnabás, (a forrásokban 1255–1270-ig fordul elő), Pál fia Geregye fia

## Egervári ág
Az Egervári ág sohasem hagyta el az ősi birtokot. Ebből származott az Egervári és a Geregyei család.

### Egervári család
Az Egervári család első ismert őse II. János volt, aki 1325 és 1355 között élt. A nemzetség egyik ágából származott Geregyei Kalmer, aki a ma is virágzó Egervári családot alapította. A család legkiemelkedőbb tagja, Egervári László horvát bán volt Mátyás király korában.
- Geregyei Kalmer
- Egervári Mihály vasi alispán
- Egervári istván vasi alispán
- Egervári Balázs
- Egervári László horvát–dalmát és szlavón bán Mátyás király korában, Egervári Balázs fia

### Geregyei család
A Geregyei család első ismert őse Geregyei Mihály volt, aki 1325–1355 körül élt.
- Geregyei Mihály (a forrásokban 1325–1355 között fordul elő)